# Кертіс Джонс
Кертіс Джуліан Джонс (англ. Curtis Julian Jones; нар. 30 січня 2001, Ліверпуль) — англійський футболіст, півзахисник англійського «Ліверпуля».

## Клубна кар'єра
Вирісши в центрі Ліверпуля, Джонс почав грати за футбольний клуб «Ліверпуль» з дев'яти років і пройшов усі вікові щаблі академії. Після дебюту в команді U-23 в січні 2018 року Джонс підписав свій перший професіональний контракт 1 лютого 2018 року.
Вперше потрапив у заявку першої команди «Ліверпуля» на матч Прем'єр-ліги у грі проти «Евертона» 7 квітня 2018 року, але на поле не вийшов.
Джонс дебютував за «Ліверпуль» під час передсезонних змагань перед сезоном 2018/19 років. Головний тренер «червоних» Юрген Клопп похвалив його мобільність та навички дриблінгу.
В офіційному матчі за рідну команду Джонс дебютував 7 січня 2019 року в третьому раунді Кубка Англії проти «Вулвергемптона», а вже у другій грі, 25 вересня 2019 року в матчі Кубка ліги проти клубу «Мілтон-Кінз Донз», він був обраний гравцем матчу.
Дебютував у Прем'єр-лізі 7 грудня 2019 року в грі проти «Борнмута», замінивши Енді Робертсона під час другого тайму.
У грудні 2019 року потрапив у заявку «Ліверпуля» на Клубний чемпіонат світу 2019 року.

## Виступи за збірні
Виступав за юнацькі збірні Англії різних вікових категорій.

## Досягнення
- Переможець Ліги чемпіонів (1):

«Ліверпуль»: 2018-19
- Володар Суперкубка УЄФА (1):

«Ліверпуль»: 2019
- Чемпіон світу серед клубів (1):

«Ліверпуль»: 2019
- Чемпіон Англії (2):

«Ліверпуль»: 2019-20, 2024-25
- Володар Кубка Англії (1):

«Ліверпуль»: 2021-22
- Володар Кубка Футбольної ліги (2):

«Ліверпуль»: 2021-22, 2023-24
- Володар Суперкубка Англії (1):

«Ліверпуль»: 2022